# Furoate de fluticasone
Le furoate de fluticasone est l'ester de l'acide 2-furoïque et de la fluticasone, un glucocorticoïde. C'est un composé utilisé en médecine en otorhinolaryngologie sous forme de suspension pour pulvérisation nasale. Il est ainsi la substance active (ou principe actif) d'un médicament breveté par le laboratoire GlaxoSmithKline et dont le nom commercial varie selon les pays : Avamys, Veramyst, Flonase Sensimist, Allermist, Furamist ou Ennhale.

## Visée thérapeutique
Le furoate de fluticasone est indiqué dans le traitement symptomatique des rhinites (allergiques et non-allergiques), chez l'adulte et l'enfant d'au moins 6 ans.

## Caractéristiques pharmacologiques
Le furoate de fluticasone est un corticostéroïde, c'est-à-dire un anti-inflammatoire stéroïdien (dérivé de la cortisone), dont l'action est ciblée sur les muqueuses du nez. On lui associe également des propriétés décongestionnantes du système respiratoire.
Avec ses excipients, le furoate de fluticasone est à l'origine d'un médicament à usage local, l'administration a lieu par voie nasale grâce au spray nasal.

## Utilisations médicales

### Commercialisation
L'autorisation de mise sur le marché (AMM) de la spécialité pharmaceutique mettant en œuvre le furoate de fluticasone, dénommée Avamys, dans l'Union Européenne date de janvier 2008 (enregistrement initial) et a été renouvelée en décembre 2018 (rectificatif). Le laboratoire exploitant, GlaxoSmithKline, commercialise aussi cette spécialité médicamenteuse ailleurs dans le Monde, parfois sous un autre nom de marque.

### Données d'études
Les données d'études de l'entreprise spécialisée IMS Health ont établi, en 2013, que le médicament « Avamys a fait l’objet de 1,2 million de prescriptions » (en cumul annuel) et que « cette spécialité a été majoritairement prescrite dans la rhinite allergique et vasomotrice (40 %), la rhinopharyngite (17 %), le traitement d’effets indésirables (11 %) et l’asthme (5 %) ».
De plus, le rapport efficacité/effets indésirables est jugé « moyen » et le service médical rendu est qualifié de « modéré ».